# 聖地牙哥 (北桑坦德省)
7°55′N 72°40′W / 7.917°N 72.667°W

聖地牙哥（西班牙語：Santiago），是哥倫比亞的城鎮，位於該國東北部北桑坦德省，距離庫庫塔33公里，始建於1742年5月22日，面積173平方公里，海拔高度450米，人口3,050，人口密度每平方公里15.39人。